# Inning am Holz
Inning am Holz (eller Inning a.Holz) er en kommune i Landkreis Erding i Regierungsbezirk Oberbayern i den tyske delstat Bayern. Siden 1978 Inning am Holz sammen med kommunerne Hohenpolding, Kirchberg og Steinkirchen samarbejdet i Verwaltungsgemeinschaft Steinkirchen.

## Geografi
Kommunen Inning am Holz ligger i det skov- og bakkerige landskab Erdinger Holzland nord for floden Große Vils cirka 15 km øst for Erding, 27 km fra Flughafen München, 22 km fra Moosburg an der Isar, 28 km fra både Landshut og Vilsbiburg og 14 km fra Dorfen.
- Wikimedia Commons har flere filer relateret til Inning am Holz